# Omar Abada
Omar Abada (arab. عمر عبادة; ur. 20 kwietnia 1993 w Tunisie) – tunezyjski koszykarz, reprezentant kraju, występujący na pozycji rozgrywającego, obecnie zawodnik zespołu Al Wahda Damaszek.

## Osiągnięcia
Stan na 16 września 2022, na podstawie, o ile nie zaznaczono inaczej.

### Drużynowe
- Mistrz Tunezji (2017, 2018, 2020, 2021)
- Zdobywca Pucharu Tunezji (2017, 2018, 2020, 2021)
- Wicemistrz:
  - Koszykarskiej Ligi Afryki (BAL – 2021)
  - Klubowego Pucharu Mistrzów Afryki FIBA (2014[3], 2017)
  - Tunezji (2013, 2015)
- Brązowy medalista Klubowych Mistrzostw Arabskich (2019)

### Indywidualne
(* – nagrody przyznane przez portal asia-basket.com)
- MVP Pucharu Tunezji (2020, 2021)
- Zaliczony do:
  - I składu:
    - Koszykarskiej Ligi Afryki (BAL – 2021)
    - Klubowego Pucharu Mistrzów Afryki FIBA (2017)
    - zawodników zagranicznych ligi Arabii Saudyjskiej (2022)*[4]

  - II składu ligi Arabii Saudyjskiej (2022)*[4]

### Reprezentacja
Drużynowe
- Mistrz Afryki (2017, 2021)[5]
- Wicemistrz mistrzostw arabskich (2022)
- Brązowy medalista:
  - mistrzostw Afryki (2015)[6]
  - igrzysk śródziemnomorskich (2013)
- Uczestnik:
  - mistrzostw:
    - świata (2019 – 20. miejsce)[7]
    - świata U–19 (2011 – 16. miejsce)[8]

  - kwalifikacji:
    - do Afrobasketu (2017, 2020)
    - olimpijskich (2016, 2020 – 6. miejsce)[9]
    - afrykańskich do mistrzostw świata (2017 – 2. miejsce, 2021)

Indywidualne
- Zaliczony do I składu mistrzostw Afryki (2021)[10]